# Café Suizo
El Café Suizo fue un café de tertulia de Madrid abierto en 1845 y cerrado en 1919. Se encontraba en la confluencia de la calle de Alcalá con la Ancha de Peligros (luego llamada  calle de Sevilla), a pocos metros de la Puerta del Sol. Pasó a la historia de la capital de España como uno de los cafés que sirvieron de tribuna pública en los periodos de revueltas políticas. 

## Historia

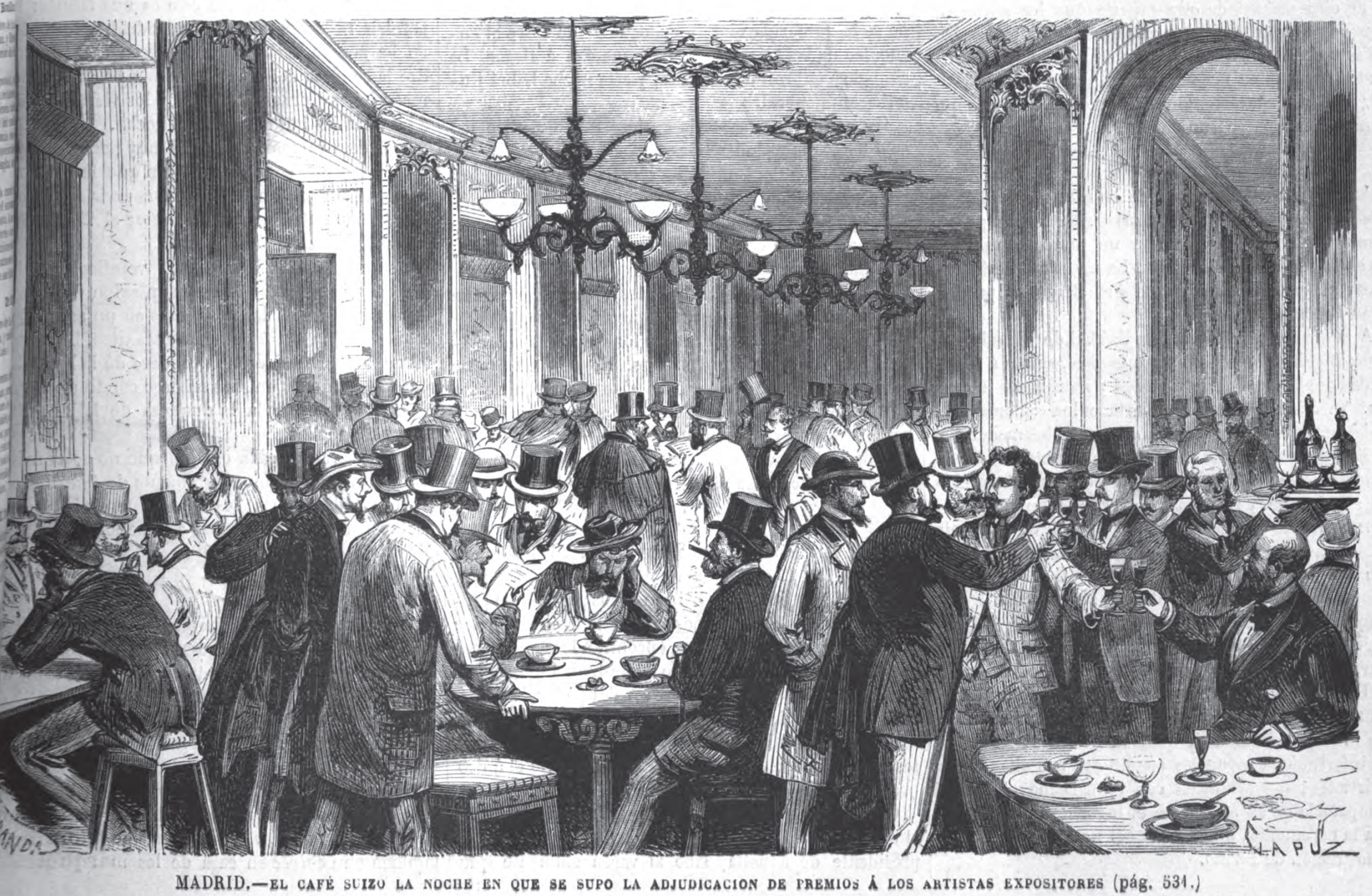
Interior del Café Suizo en 1871

El café se inauguró el 3 de junio de 1845 por Pedro Fanconi y Francisco Matossi, súbditos suizos, cuya nacionalidad sugirió el nombre del local, y que tuvieron varios cafés a otras capitales españolas, como Bilbao (uno de los primeros), Burgos, Pamplona (en la plaza del Castillo), Zaragoza (el Gran Café Suizo del Paseo de la Independencia, fundado en 1847,) o Santander.
El edificio cuyos bajos ocupaba, fue derruido en 1919 para construir el que, entre otras sedes de negocios, ha ocupado la del Banco Bilbao Vizcaya Argentaria.

## Tertulias

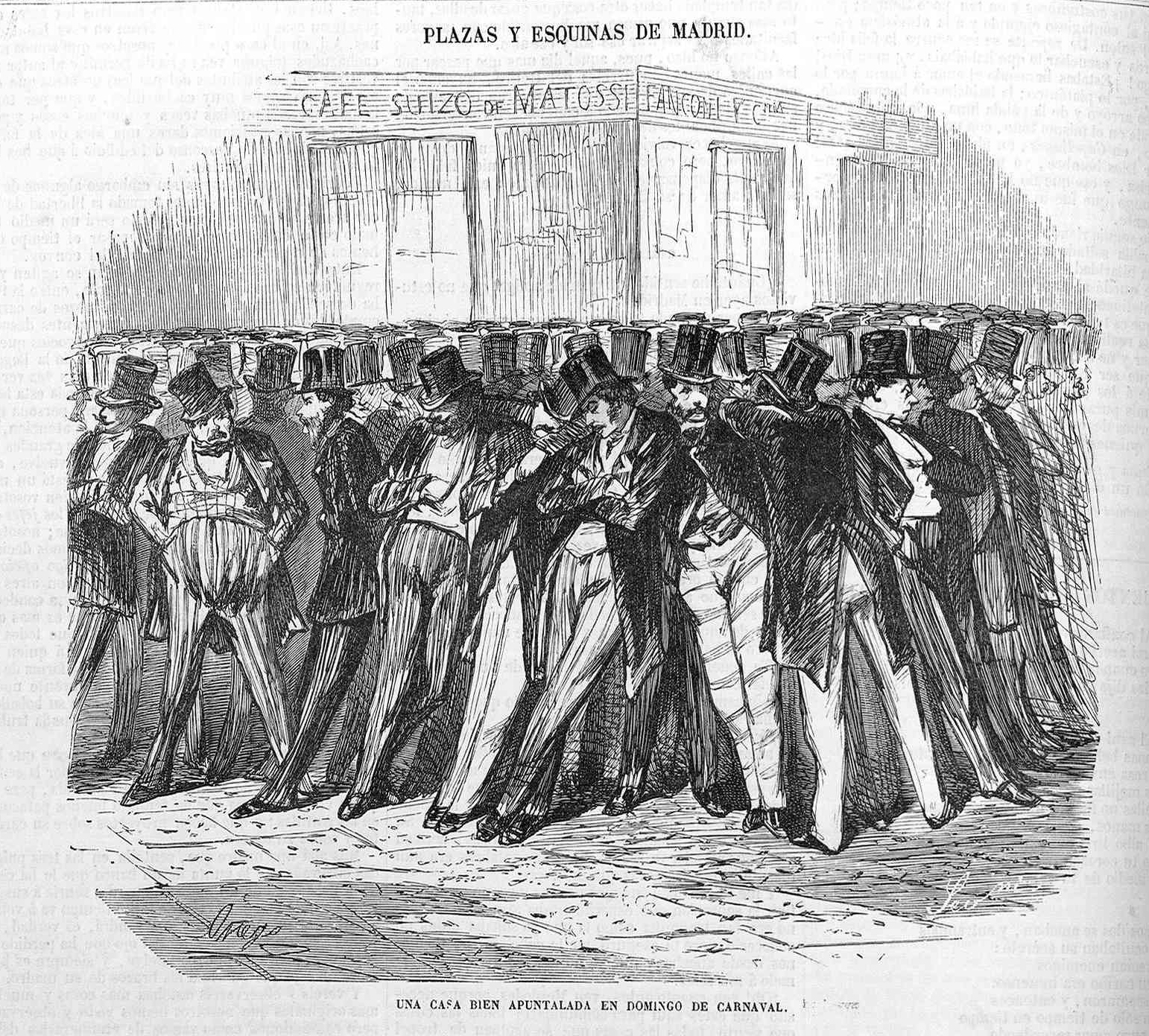
El Café Suizo de fondo (El Museo Universal, 1862)

Entre sus primeras tertulias hay que destacar quizá la de los hermanos Bécquer; y posteriormente la de Eusebio Blasco, Luis Rivera, Salvador María Granés y Manuel de Palacio activa hasta 1920. El Suizo de Madrid albergó singulares peñas, como la denominada “circulo social de la Gran Vía”, o la que entre 1880 y 1891 reunía a los socios del Casino de Madrid (por carecer de sede social, debido al derribo del Palacio del Marqués de Santiago). 

## Características
Era un local amplio con un aforo de 500 personas, con mesas de mármol y paredes de felpa color escarlata. Se podía contemplar el interior del café a través de seis ventanales, tres de ellos abiertos a la calle de Alcalá y los otros a la antigua calle Ancha de Peligros. La entrada se encontraba situada en la esquina entre las dos calles, e incluía en su servicio un restaurante capaz de ofrecer desayunos (a la carta), comidas y cenas. Dispuso de un "salón blanco", así llamado por estar reservado a las damas que iban a reunirse en él, y que según Ramón Gómez de la Serna estaba vetado a los hombres.
Hacia la década de 1860, el Suizo se hizo muy popular por la rapidez en su servicio (cosa al parecer poco habitual en esa época) y por sus exquisitos chocolates a la taza, el ponche o el café ‘Doña Mariquita’. También se servían bebidas de estación como el agraz, el agua de cebada o los sorbetes de diferentes sabores. Al parecer fue aquí donde se puso de moda el típico bollo de la pastelería madrileña denominado suizo, que luego se vendería de forma tradicional en las pastelerías de Madrid.